# Selago densiflora
Selago densiflora är en flenörtsväxtart som beskrevs av Robert Allen Rolfe och Schinz. Selago densiflora ingår i släktet Selago och familjen flenörtsväxter. Inga underarter finns listade i Catalogue of Life.